# Liste der Senatoren der Vereinigten Staaten aus Indiana
Die Liste der Senatoren der Vereinigten Staaten aus Indiana zeigt alle Personen auf, die jemals für diesen Bundesstaat dem US-Senat angehört haben, nach den Senatsklassen sortiert. Dabei zeigt eine Klasse, wann dieser Senator wiedergewählt wird. Die Wahlen der Senatoren der class 1 fanden zuletzt 2024 statt; die Senatoren der class 3 wurden letztmals im Jahr 2022 gewählt.

## Klasse 1

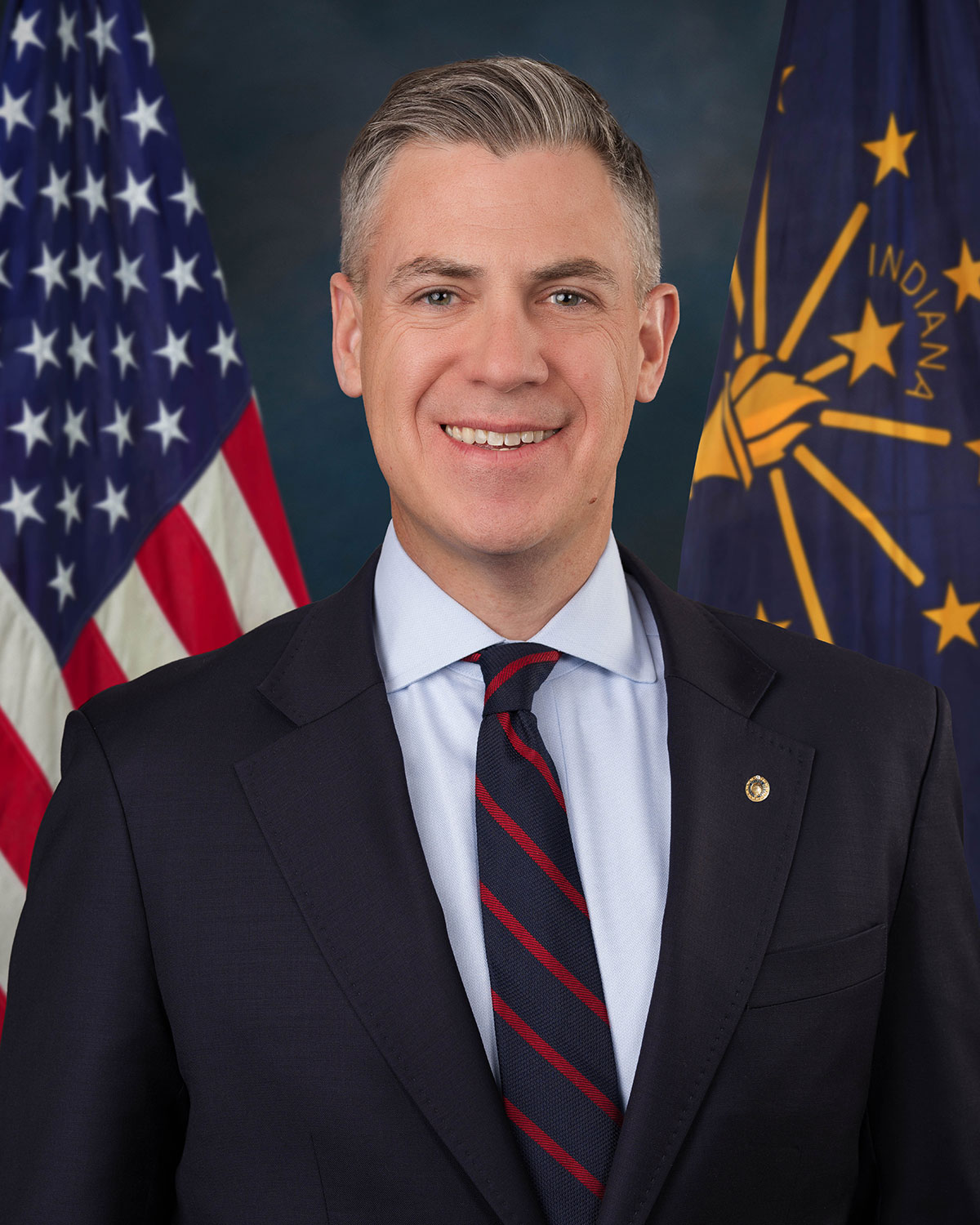
Jim Banks

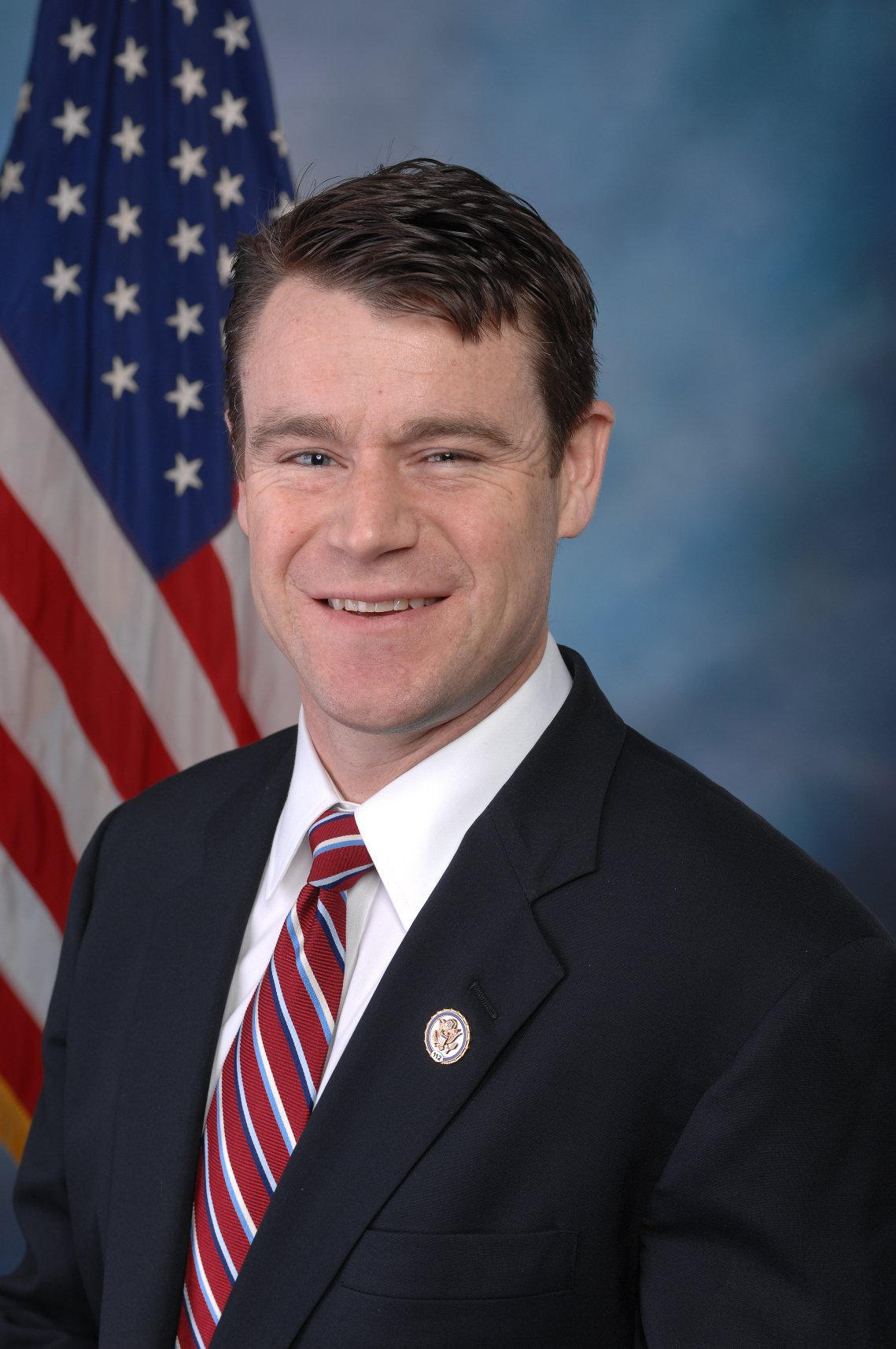
Todd Young

Indiana ist seit dem 11. Dezember 1816 US-Bundesstaat und hatte bis heute 24 Senatoren der class 1 im Kongress, von denen einer, David Turpie, zwei nicht unmittelbar aufeinander folgende Amtszeiten absolvierte.
| Name                      | Amtszeit  | Partei                                             | Lebensdaten                           |
| ------------------------- | --------- | -------------------------------------------------- | ------------------------------------- |
| James Noble               | 1816–1831 | Democratic Republican ab 1829 Nationalrepublikaner | 16. Dezember 1785 – 26. Februar 1831  |
| Robert Hanna              | 1831–1832 | Nationalrepublikaner                               | 6. April 1786 – 16. November 1858     |
| John Shields Tipton       | 1832–1839 | Demokrat                                           | 14. August 1786 – 5. April 1839       |
| Albert Smith White        | 1839–1845 | Whig                                               | 24. Oktober 1803 – 4. September 1864  |
| Jesse David Bright        | 1845–1862 | Demokrat                                           | 18. Dezember 1812 – 20. Mai 1875      |
| Joseph Albert Wright      | 1862–1863 | Unionist                                           | 17. April 1810 – 11. Mai 1867         |
| David Battle Turpie       | 1863      | Demokrat                                           | 8. Juli 1828 – 21. April 1909         |
| Thomas Andrews Hendricks  | 1863–1869 | Demokrat                                           | 7. September 1819 – 25. November 1885 |
| Daniel Darwin Pratt       | 1869–1875 | Republikaner                                       | 26. Oktober 1813 – 17. Juni 1877      |
| Joseph Ewing McDonald     | 1875–1881 | Demokrat                                           | 29. August 1819 – 21. Juni 1891       |
| Benjamin Harrison         | 1881–1887 | Republikaner                                       | 20. August 1833 – 13. März 1901       |
| David Battle Turpie       | 1887–1899 | Demokrat                                           | s. o.                                 |
| Albert Jeremiah Beveridge | 1899–1911 | Republikaner                                       | 6. Oktober 1862 – 27. April 1927      |
| John Worth Kern           | 1911–1917 | Demokrat                                           | 20. Dezember 1849 – 17. August 1917   |
| Harry Stewart New         | 1917–1923 | Republikaner                                       | 31. Dezember 1858 – 9. Mai 1937       |
| Samuel Moffett Ralston    | 1923–1925 | Demokrat                                           | 1. Dezember 1857 – 14. Oktober 1925   |
| Arthur Raymond Robinson   | 1925–1935 | Republikaner                                       | 12. März 1881 – 17. März 1961         |
| Sherman Minton            | 1935–1941 | Demokrat                                           | 20. Oktober 1890 – 9. April 1965      |
| Raymond Eugene Willis     | 1941–1947 | Republikaner                                       | 11. August 1875 – 21. März 1956       |
| William Ezra Jenner       | 1947–1959 | Republikaner                                       | 21. Juli 1908 – 9. März 1985          |
| Rupert Vance Hartke       | 1959–1977 | Demokrat                                           | 31. Mai 1919 – 27. Juli 2003          |
| Richard Green Lugar       | 1977–2013 | Republikaner                                       | 4. April 1932 – 28. April 2019        |
| Joseph Simon Donnelly     | 2013–2019 | Demokrat                                           | * 29. September 1955                  |
| Michael Kent Braun        | 2019–2025 | Republikaner                                       | * 24. März 1954                       |
| James Edward Banks        | seit 2025 | Republikaner                                       | * 16. Juli 1979                       |

## Klasse 3
Indiana stellte bis heute 25 Senatoren der class 3.
| Name                              | Amtszeit  | Partei                | Lebensdaten                          |
| --------------------------------- | --------- | --------------------- | ------------------------------------ |
| Waller Taylor                     | 1816–1825 | Democratic Republican | um 1779 – 26. August 1826            |
| William Hendricks                 | 1825–1837 | Nationalrepublikaner  | 12. November 1782 – 16. Mai 1850     |
| Oliver Hampton Smith              | 1837–1843 | Whig                  | 23. Oktober 1794 – 19. März 1859     |
| Edward Allen Hannegan             | 1843–1849 | Demokrat              | 25. Juni 1807 – 25. Februar 1859     |
| James Whitcomb                    | 1849–1852 | Demokrat              | 1. Dezember 1795 – 4. Oktober 1852   |
| Charles William Cathcart          | 1852–1853 | Demokrat              | 24. Juli 1809 – 22. August 1888      |
| John Pettit                       | 1853–1855 | Demokrat              | 24. Juni 1807 – 17. Januar 1877      |
| Graham Newell Fitch               | 1857–1861 | Demokrat              | 5. Dezember 1809 – 29. November 1892 |
| Henry Smith Lane                  | 1861–1867 | Republikaner          | 24. Februar 1811 – 18. Juni 1881     |
| Oliver Hazard Perry Throck Morton | 1867–1877 | Republikaner          | 4. August 1823 – 1. November 1877    |
| Daniel Wolsey Voorhees            | 1877–1897 | Demokrat              | 26. September 1827 – 10. April 1897  |
| Charles Warren Fairbanks          | 1897–1905 | Republikaner          | 11. Mai 1852 – 4. Juni 1918          |
| James Alexander Hemenway          | 1905–1909 | Republikaner          | 8. März 1860 – 10. Februar 1923      |
| Benjamin Franklin Shively         | 1909–1916 | Demokrat              | 20. März 1857 – 14. März 1916        |
| Thomas Taggart                    | 1916      | Demokrat              | 17. November 1856 – 6. März 1929     |
| James Eli Watson                  | 1916–1933 | Republikaner          | 2. November 1864 – 29. Juli 1948     |
| Frederick Van Nuys                | 1933–1944 | Demokrat              | 16. April 1874 – 25. Januar 1944     |
| Samuel Dillon Jackson             | 1944      | Demokrat              | 28. Mai 1895 – 8. März 1951          |
| William Ezra Jenner               | 1944–1945 | Republikaner          | 21. Juli 1908 – 9. März 1985         |
| Homer Earl Capehart               | 1945–1963 | Republikaner          | 6. Juni 1897 – 3. September 1979     |
| Birch Evans Bayh II               | 1963–1981 | Demokrat              | 22. Januar 1928 – 14. März 2019      |
| James Danforth Quayle             | 1981–1989 | Republikaner          | * 4. Februar 1947                    |
| Daniel Ray Coats                  | 1989–1999 | Republikaner          | * 16. Mai 1943                       |
| Birch Evans Bayh III              | 1999–2011 | Demokrat              | * 26. Dezember 1955                  |
| Daniel Ray Coats                  | 2011–2017 | Republikaner          | * 16. Mai 1943                       |
| Todd Christopher Young            | seit 2017 | Republikaner          | * 24. August 1972                    |